# Alysiella filiformis
Alysiella filiformis je грам-негативна бактерија, која је као једини члан рода Alysiella, сврстана у породицу Neisseriaceae. Резултати истраживања о Alysiella filiformis указују да је њено присутво већином ограничено на усну дупљу различитих врста животиња. Њено присуство не прате патолошке промене на слузници усне дупље па се стога сматра апатогеном врстом, односно чланом коменсалне микробиоте. Присутна је такође и у спољашној средини. Alysiella filiformis је препознатљива по својој интригантној и интересантној, за бактерије неуобичајној микроморфологији. Има изглед равних, траци сличних вишећелијских филамената (нити). Карактеристична морфологија ове бактерије може послужити у диференцијацији од осталих прокариотских организама.У лабораторијским условима добро расте на већини хранљивих подлога уз присуство кисеоника (аеробна врста) на температури од 37 °C.

## Микроморфологија
Alysiella filiformis се јавља у облику равних, траци сличних филамената.Филаменти су сатављени од дугуљастих ћелија. Ћелије унутар филамента су упарене а у аксеничној култури филаменти су често испрекидани на групе од две или четири ћелије. Због карактеристичне морфе значајну улога има микроскопски препарат у циљу идентификације бактерије. Alysiella filiformis се по Gram-u боји црвено, па се на основу тога сврстава у Gram-негативне бактерије.
Систематизација
| Домен    | Bacteria             |
| Тип      | Proteobacteria       |
| Класа    | Betaproteobacteria   |
| Ред      | Neisseriales         |
| Породица | Neisseriaceae        |
| Род      | Alysiella            |
| Врста    | Alysiella filiformis |

## Величина
Ширина појединачних ћелија износи око 2,0 до 3,0 µm а дужина ћелија је око 0,6 µm. Порасле колоније на хранљивом агару су величине око 1-2 mm у пречнику.

## Култивација
Alysiella filiformis добро расте на различитим хранљивим подлогама у аеробним условима на температури од 37 °C. Од подлога се најчешће користе хранљиви агар, крвни агар, BSTSY агар и др. Култивацијом на крвном агару колоније су око 1 mm у пречнику а око њих се формира зона ß-хемолизе. Култивацијом на BSTSY агару колоније су 1-2 mm у пречнику са испољеним бледожутим пигментом. Примарна култура се супкултивише у року од 2-3 дана док се њена вијабилност може одржавати недељном рекултивацијом.

## Биохемијска активност
Alysiella filiformis показује различиту биохемијску активност према појединим врстама супстрата.
| супстрат  | реакција/производ | супстрат  | реакција/прозвод |
| --------- | ----------------- | --------- | ---------------- |
| глукоза   | киселина          | инозитол  | негативна        |
| малтоза   | киселина          | ксилоза   | негативна        |
| трехалоза | киселина          | арабиноза | негативна        |
| сахароза  | киселина          | манитол   | негативна        |
| фруктоза  | киселина          | желатин   | негативна        |
| лактоза   | негативна         | H2S       | не продукује     |
| целобиоза | негативна         | MR        | негативна        |
| рафиноза  | негативна         | VP        | негативна        |
| рамноза   | негативна         | индол     | негативна        |
| маноза    | негативна         | уреа      | негативна        |
| дулцитол  | негативна         | ескулин   | не хиддролизира  |
| салицин   | негативна         | нитрати   | не редукује      |
| каталаза  | позитивна         | нитрити   | не редукује      |
| оксидаза  | позитивна         | С.цитрат  | не расте         |

## Патогеност
Alysiella filiformis припада групи коменсалних микроорганизама. Колонизацијом усне дупље не узрокује патолошке промене на слузници па се сврстава у коменсалну микробиоту. Alisieli сродан род Simonsiella такође колонизира усну дпљу и има потенцијалну улогу у настанку болести десни-пародонтозе.

## Раширеност
Основни хабитат Alysiella filiformis је усна дупља топлокрвних кичмењака.Такође, Alysiella filiformis је изолована из више термалних извора чија је температура воде износила 43-45 °C, што указује на њену присутност на ширим просторима животне средине.

## Отпорност
Alysiella filiformis не расте на температури од 27 °C, као ни при pH 6 нити концентрацији NaCl од 1,5%. Расте на температури од 43-45 °C и при pH 7-8.